# Mimozethes
Mimozethes is een geslacht van vlinders van de familie eenstaartjes (Drepanidae), uit de onderfamilie Cyclidiinae.

## Soorten
- M. angula Chu & Wang, 1987
- M. argentilinearia (Leech, 1897)
- M. lilacinaria (Leech, 1897)